# Breuschwickersheim
Ne doit pas être confondu avec Wickersheim
Breuschwickersheim [bʁœjʃvikɛʁshajm] est une commune française située dans la circonscription administrative du Bas-Rhin et, depuis le 1er janvier 2021, dans le territoire de la Collectivité européenne d'Alsace, en région Grand Est. Elle se trouve dans la région historique et culturelle d'Alsace. Elle est, derrière les deux autres communes alsaciennes de Mittelschaeffolsheim et de Niederschaeffolsheim, la troisième commune de France avec le nom le plus long en un seul mot.

## Géographie
Breuschwickersheim est une commune d'un peu plus de 1 200 habitants, située à 11 kilomètres de Strasbourg.
Elle est concernée par le projet autoroutier de Grand Contournement ouest de Strasbourg (GCO).
| Osthoffen         | Ittenheim          |              |
| Ernolsheim-Bruche | Breuschwickersheim | Achenheim    |
|                   | Kolbsheim          | Hangenbieten |

### Hydrographie
La commune est dans le bassin versant du Rhin au sein du bassin Rhin-Meuse. Elle est drainée par le ruisseau le Muhlbach,.

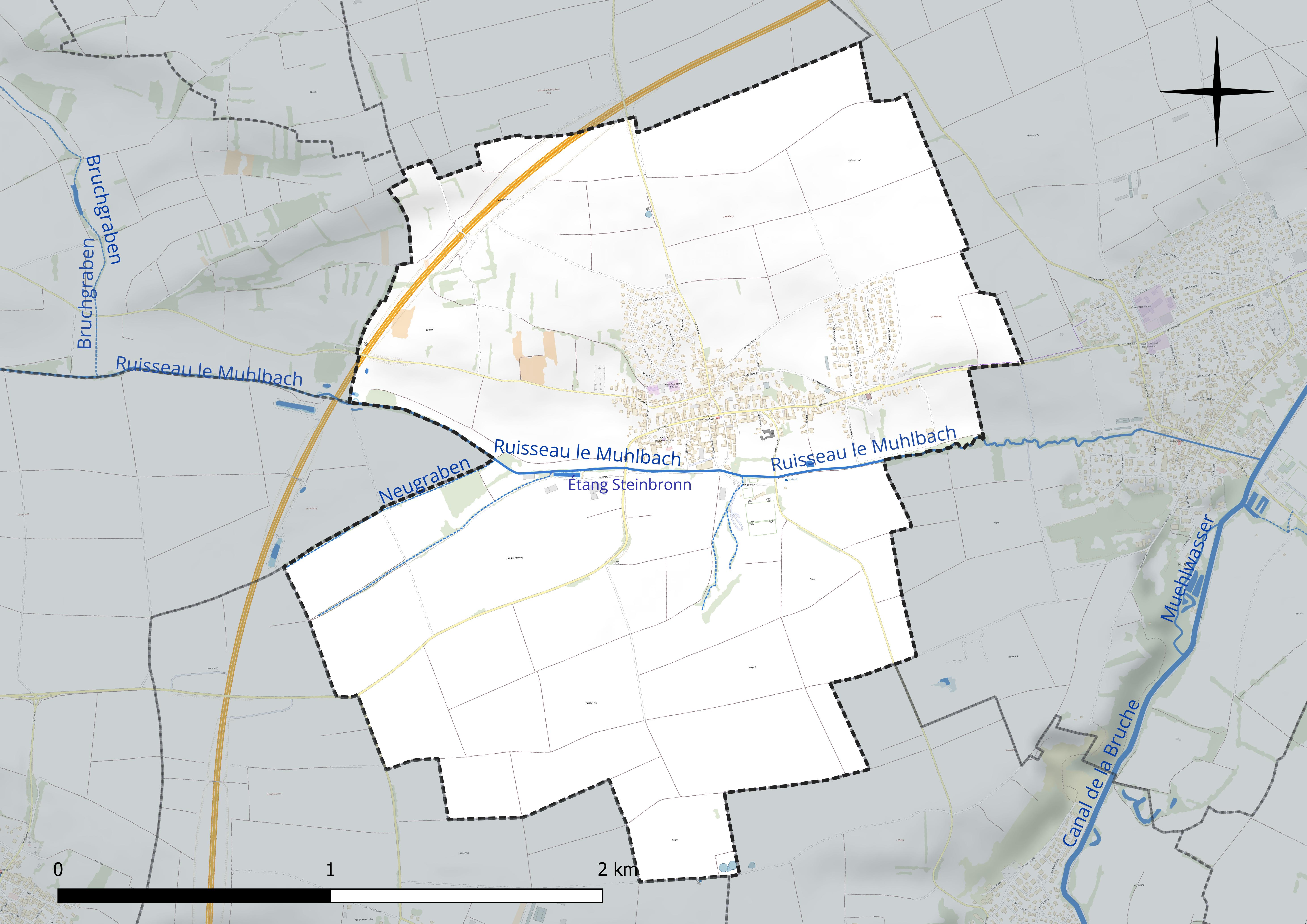
Réseau hydrographique de Breuschwickersheim.

Un plan d'eau complète le réseau hydrographique : l'étang Steinbronn (0,1 ha),.

### Climat
Pour des articles plus généraux, voir Climat du Grand Est et Climat du Bas-Rhin.
En 2010, le climat de la commune est de type climat des marges montargnardes, selon une étude du Centre national de la recherche scientifique s'appuyant sur une série de données couvrant la période 1971-2000. En 2020, Météo-France publie une typologie des climats de la France métropolitaine dans laquelle la commune est exposée à un climat semi-continental et est dans une zone de transition entre les régions climatiques « Vosges » et « Alsace ». 
Pour la période 1971-2000, la température annuelle moyenne est de 10,6 °C, avec une amplitude thermique annuelle de 17,7 °C. Le cumul annuel moyen de précipitations est de 754 mm, avec 9,2 jours de précipitations en janvier et 10,7 jours en juillet. Pour la période 1991-2020, la température moyenne annuelle observée sur la station météorologique de Météo-France la plus proche, « Strasbourg-Entzheim », sur la commune d'Entzheim à 6 km à vol d'oiseau, est de 11,4 °C et le cumul annuel moyen de précipitations est de 635,7 mm. 
La température maximale relevée sur cette station est de 38,9 °C, atteinte le 25 juillet 2019 ; la température minimale est de −23,6 °C, atteinte le 23 janvier 1942,,. 
Les paramètres climatiques de la commune ont été estimés pour le milieu du siècle (2041-2070) selon différents scénarios d'émission de gaz à effet de serre à partir des nouvelles projections climatiques de référence DRIAS-2020. Ils sont consultables sur un site dédié publié par Météo-France en novembre 2022.

## Urbanisme

### Typologie
Au 1er janvier 2024, Breuschwickersheim est catégorisée ceinture urbaine, selon la nouvelle grille communale de densité à sept niveaux définie par l'Insee en 2022.
Elle est située hors unité urbaine. Par ailleurs la commune fait partie de l'aire d'attraction de Strasbourg (partie française), dont elle est une commune de la couronne,. Cette aire, qui regroupe 268 communes, est catégorisée dans les aires de 700 000 habitants ou plus (hors Paris),.

### Occupation des sols
L'occupation des sols de la commune, telle qu'elle ressort de la base de données européenne d’occupation biophysique des sols Corine Land Cover (CLC), est marquée par l'importance des territoires agricoles (89,3 % en 2018), en diminution par rapport à 1990 (91,3 %). La répartition détaillée en 2018 est la suivante : terres arables (81,9 %), zones urbanisées (10,7 %), zones agricoles hétérogènes (7,4 %). L'évolution de l’occupation des sols de la commune et de ses infrastructures peut être observée sur les différentes représentations cartographiques du territoire : la carte de Cassini (XVIIIe siècle), la carte d'état-major (1820-1866) et les cartes ou photos aériennes de l'IGN pour la période actuelle (1950 à aujourd'hui).

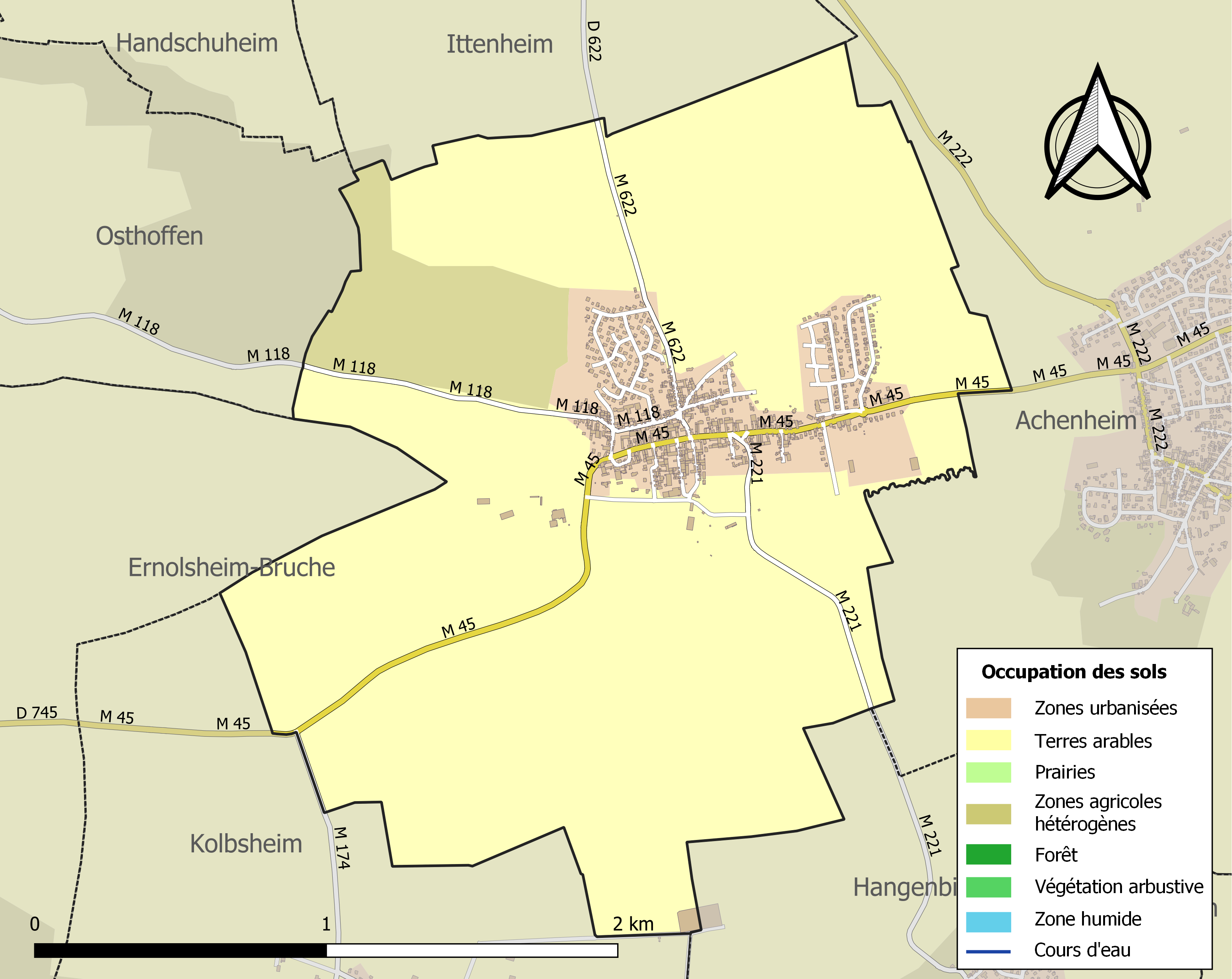
Carte des infrastructures et de l'occupation des sols de la commune en 2018 (CLC).

Une fouille menée en 2019 a permis la découverte d'un habitat à vocation agricole daté de la fin du IIe siècle / IIIe siècle ap. J.-C. Il se compose de quatre bâtiments, de cinq à six caves, de deux fours, d'un puits, d'une mare et de fosses.

## Toponymie
Wickersheim sur la Bruche, par opposition à Illwickersheim, Wickersheim sur l'Ill, devenu Ostwald.

## Histoire
Les travaux d'archéologie préventive liés à la création du Grand Contournement de Strasbourg ont mis au jour sur le territoire une série de vestiges, présentés au public lors de l'exposition Un passé incontournable en 2025-2026.

Découvertes archéologiques
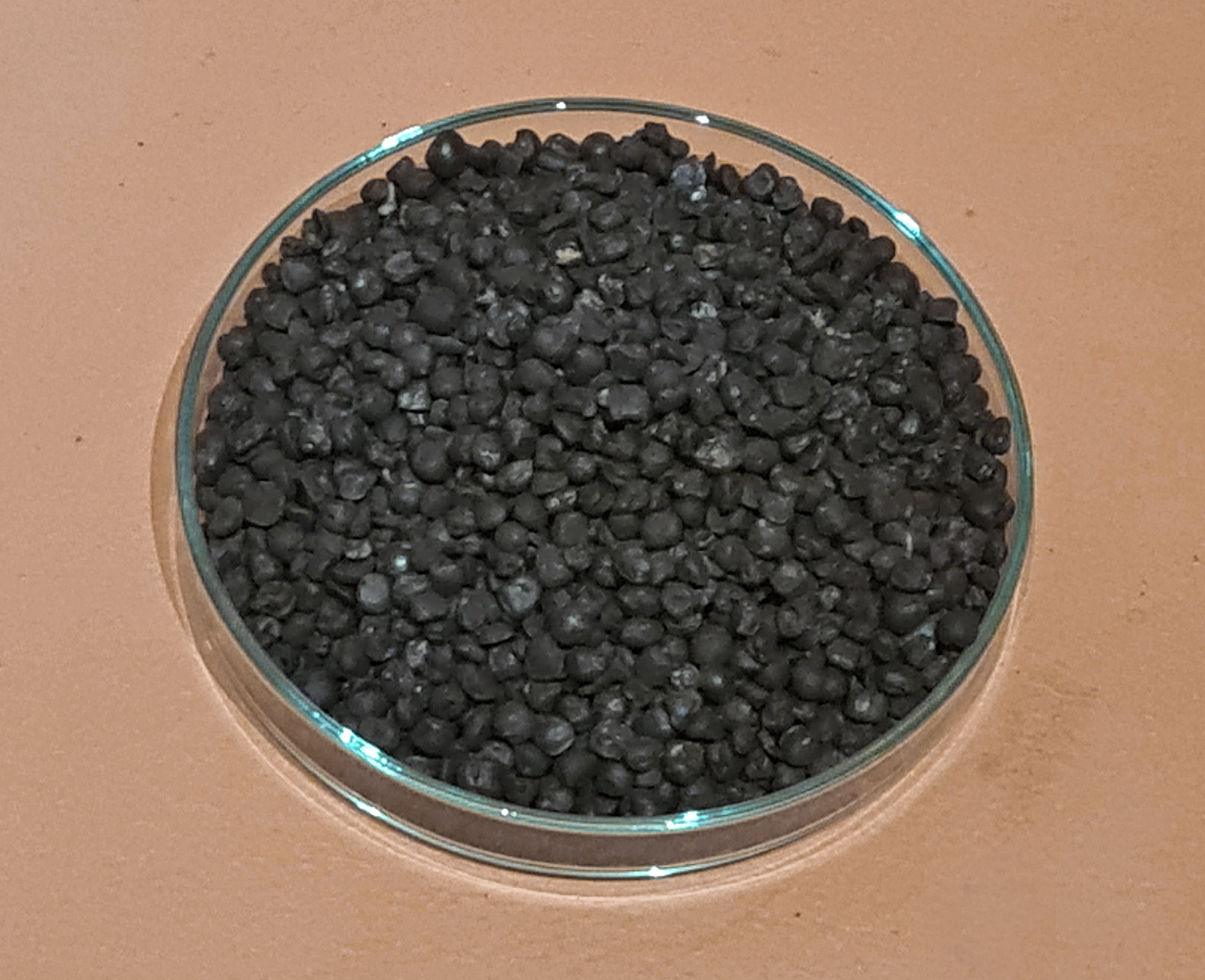
Stock de graines (époque romaine).
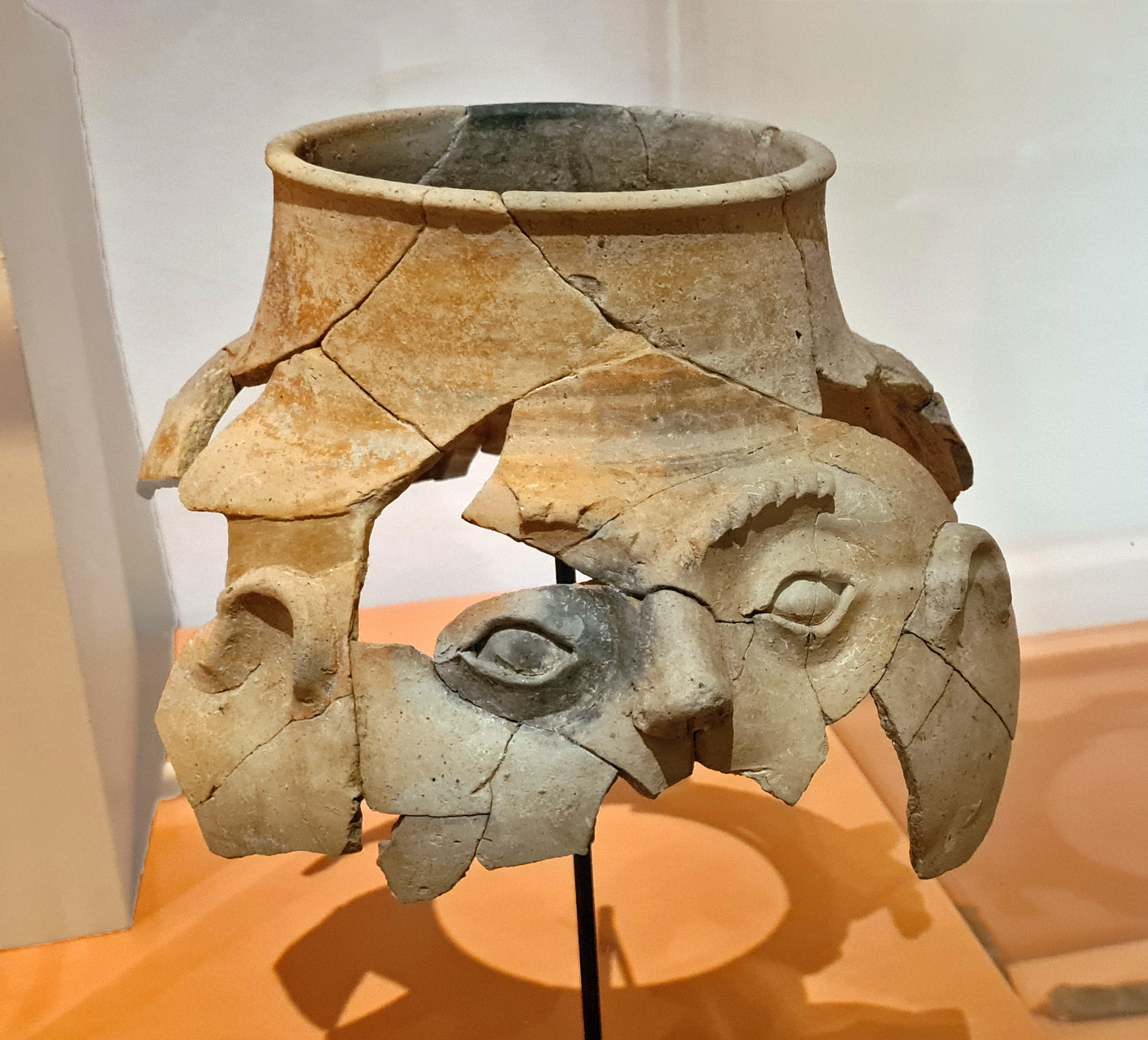
Vase à visages (époque romaine).
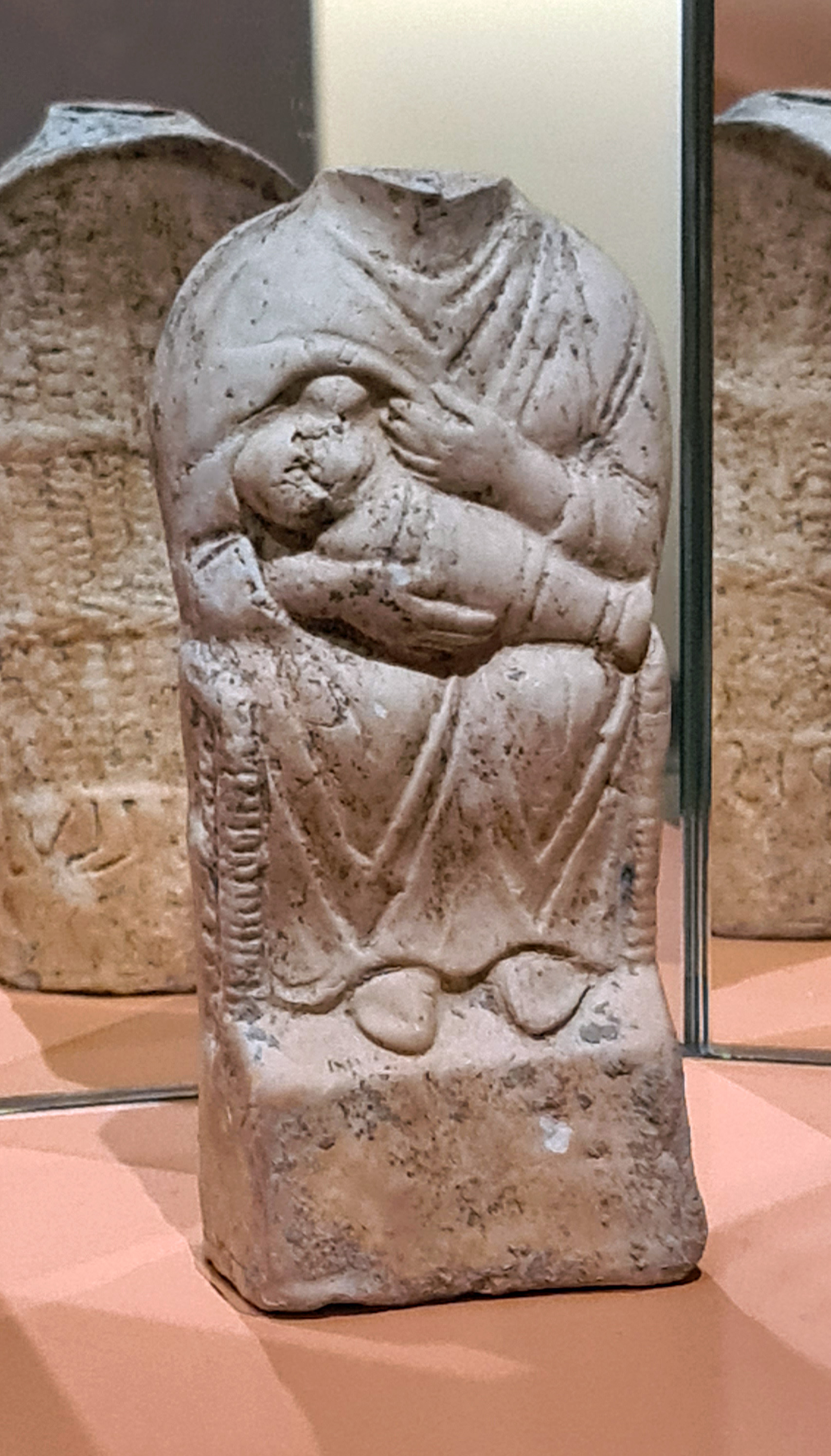
Figurine de déesse nourricière (époque romaine).

### Héraldique
| Blason de Breuschwickersheim | Blason  | Coupé : au premier d'or plain, au second de gueules à la fasce d'argent. |
| Blason de Breuschwickersheim | Détails |                                                                          |

## Politique et administration
| Période                                  | Période  | Identité          | Étiquette | Qualité                                     |
| ---------------------------------------- | -------- | ----------------- | --------- | ------------------------------------------- |
| 2001                                     | 2008     | Charles Grosskost |           |                                             |
| mars 2008                                | mai 2020 | Michel Bernhardt  |           | Vice-président de la communauté de communes |
| mai 2020                                 | En cours | Mme Doris Ternoy  |           |                                             |
| Les données manquantes sont à compléter. |          |                   |           |                                             |

## Démographie
L'évolution du nombre d'habitants est connue à travers les recensements de la population effectués dans la commune depuis 1793. Pour les communes de moins de 10 000 habitants, une enquête de recensement portant sur toute la population est réalisée tous les cinq ans, les populations de référence des années intermédiaires étant quant à elles estimées par interpolation ou extrapolation. Pour la commune, le premier recensement exhaustif entrant dans le cadre du nouveau dispositif a été réalisé en 2005.

En 2022, la commune comptait 1 345 habitants, en évolution de +6,92 % par rapport à 2016 (Bas-Rhin : +3,17 %, France hors Mayotte : +2,11 %).
| 1793 | 1800 | 1806 | 1821 | 1831 | 1836 | 1841 | 1846 | 1851 |
| ---- | ---- | ---- | ---- | ---- | ---- | ---- | ---- | ---- |
| 405  | 397  | 402  | 480  | 498  | 530  | 532  | 555  | 580  |

| 1856 | 1861 | 1866 | 1871 | 1875 | 1880 | 1885 | 1890 | 1895 |
| ---- | ---- | ---- | ---- | ---- | ---- | ---- | ---- | ---- |
| 575  | 597  | 596  | 590  | 595  | 624  | 641  | 621  | 607  |

| 1900 | 1905 | 1910 | 1921 | 1926 | 1931 | 1936 | 1946 | 1954 |
| ---- | ---- | ---- | ---- | ---- | ---- | ---- | ---- | ---- |
| 608  | 619  | 634  | 594  | 593  | 589  | 603  | 590  | 582  |

| 1962 | 1968 | 1975  | 1982  | 1990  | 1999  | 2005  | 2006  | 2010  |
| ---- | ---- | ----- | ----- | ----- | ----- | ----- | ----- | ----- |
| 547  | 630  | 1 103 | 1 183 | 1 098 | 1 090 | 1 194 | 1 218 | 1 254 |

| 2015  | 2020  | 2022  | - | - | - | - | - | - |
| ----- | ----- | ----- | - | - | - | - | - | - |
| 1 259 | 1 343 | 1 345 | - | - | - | - | - | - |

## Transports
Le village est desservi par les offres de transport suivantes :
- La ligne de bus 240 (Strasbourg - Osthoffen - Scharrachbergheim) assurée par la Compagnie des transports du Bas-Rhin. La ligne dessert les arrêts Violettes et Mairie et Ouest dans les deux sens. L'arrêt Ouest est n'est pas au même endroit selon le sens de circulation.
- Le service Taxibus Ouest assuré par la Compagnie des transports strasbourgeois qui permet de revenir de Strasbourg en soirée après les derniers bus. Le Taxibus Ouest est au départ des Halles dans la rue de Sébastopol.
- Le service de transport à la demande Flex'Hop assuré par la Compagnie des transports strasbourgeois qui dessert tous les arrêts de la ligne 240 ainsi que les arrêts Handschuheim et Lilas.

| Arrêt        | correspondance      | type d'arrêt                      | notes                                                                             |
| ------------ | ------------------- | --------------------------------- | --------------------------------------------------------------------------------- |
| Violettes    | ligne 240, Flex'hop | Arrêt desservi dans les deux sens |                                                                                   |
| Mairie       | ligne 240, Flex'hop | Arrêt desservi dans les deux sens |                                                                                   |
| Ouest        | ligne 240, Flex'hop | Arrêt desservi dans les deux sens | L'arrêt est composé de deux quais, l'un rue principale et l'autre rue d'Osthoffen |
| Handschuheim | Flex'hop            | Arrêt Flex'hop uniquement         |                                                                                   |
| Lilas        | Flex'hop            | Arrêt Flex'hop uniquement         |                                                                                   |

## Lieux et monuments

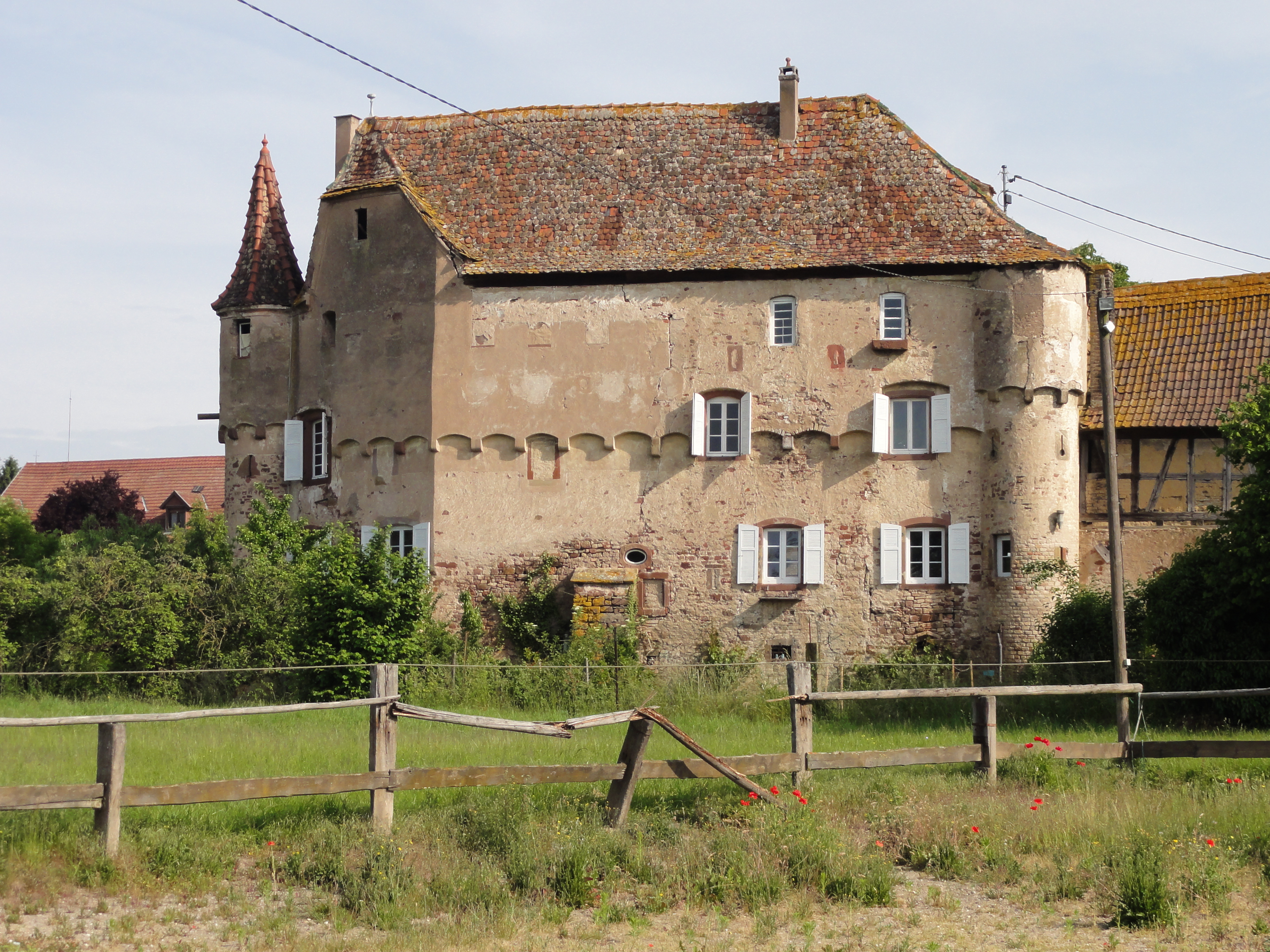
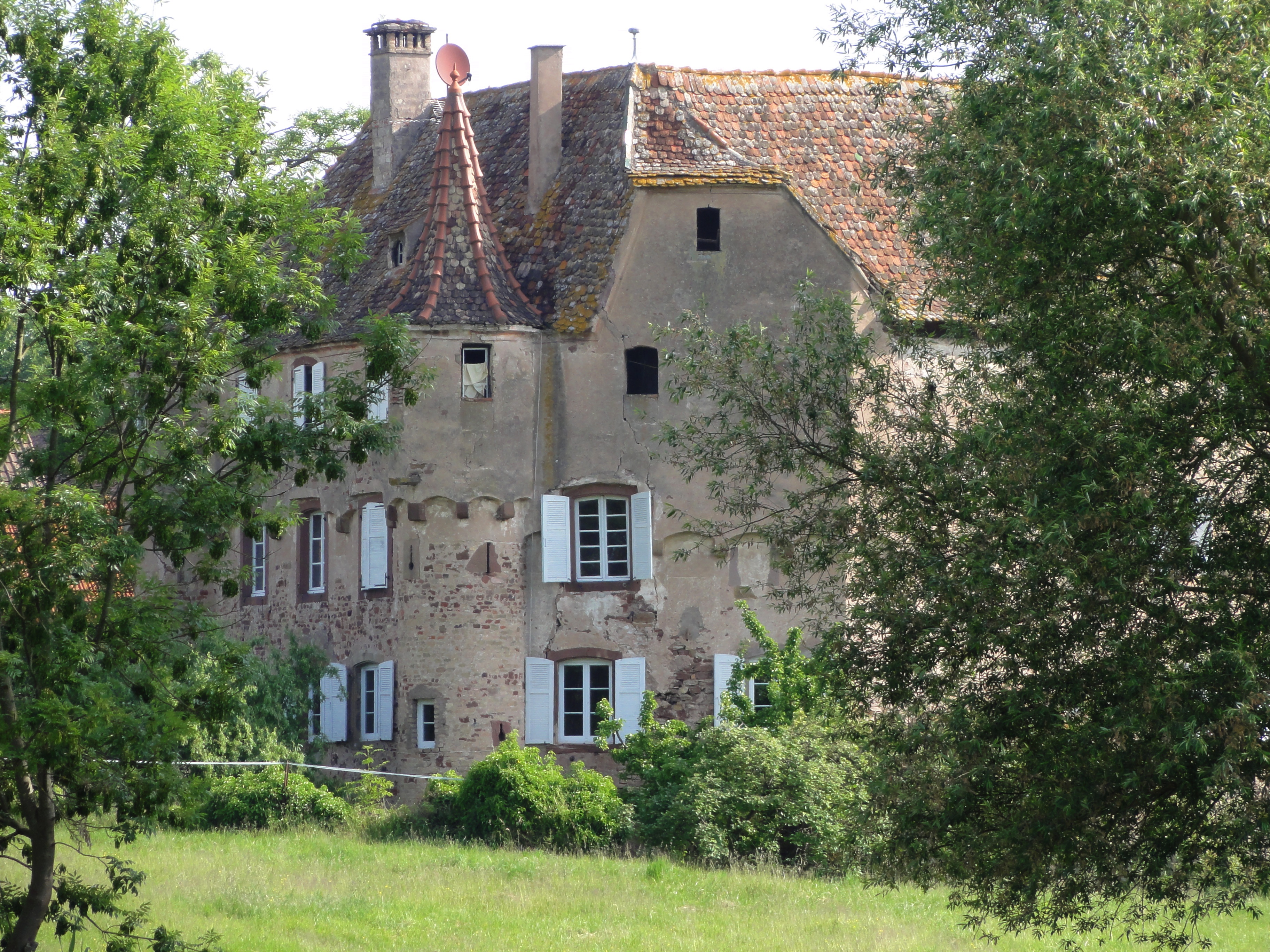
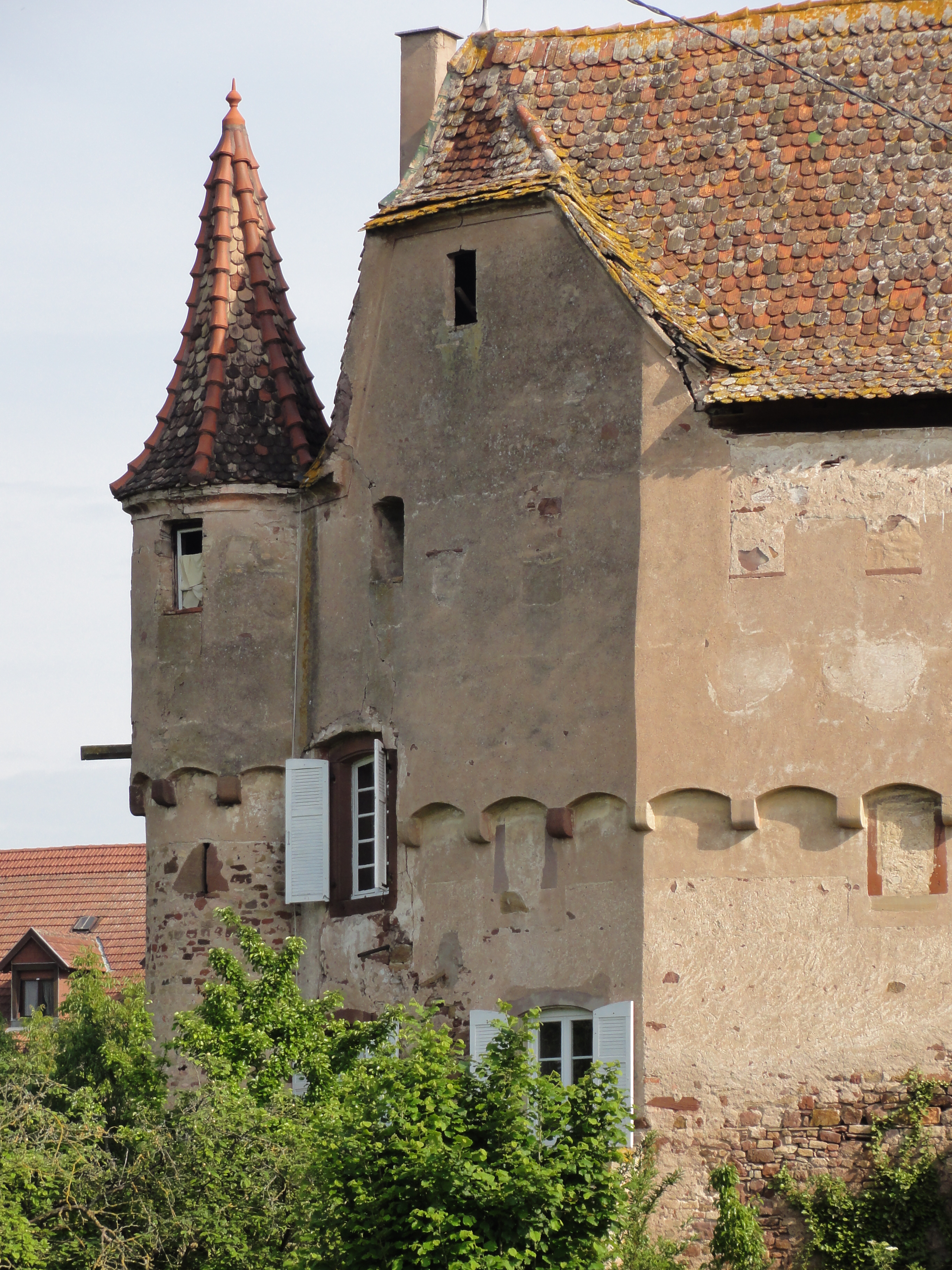
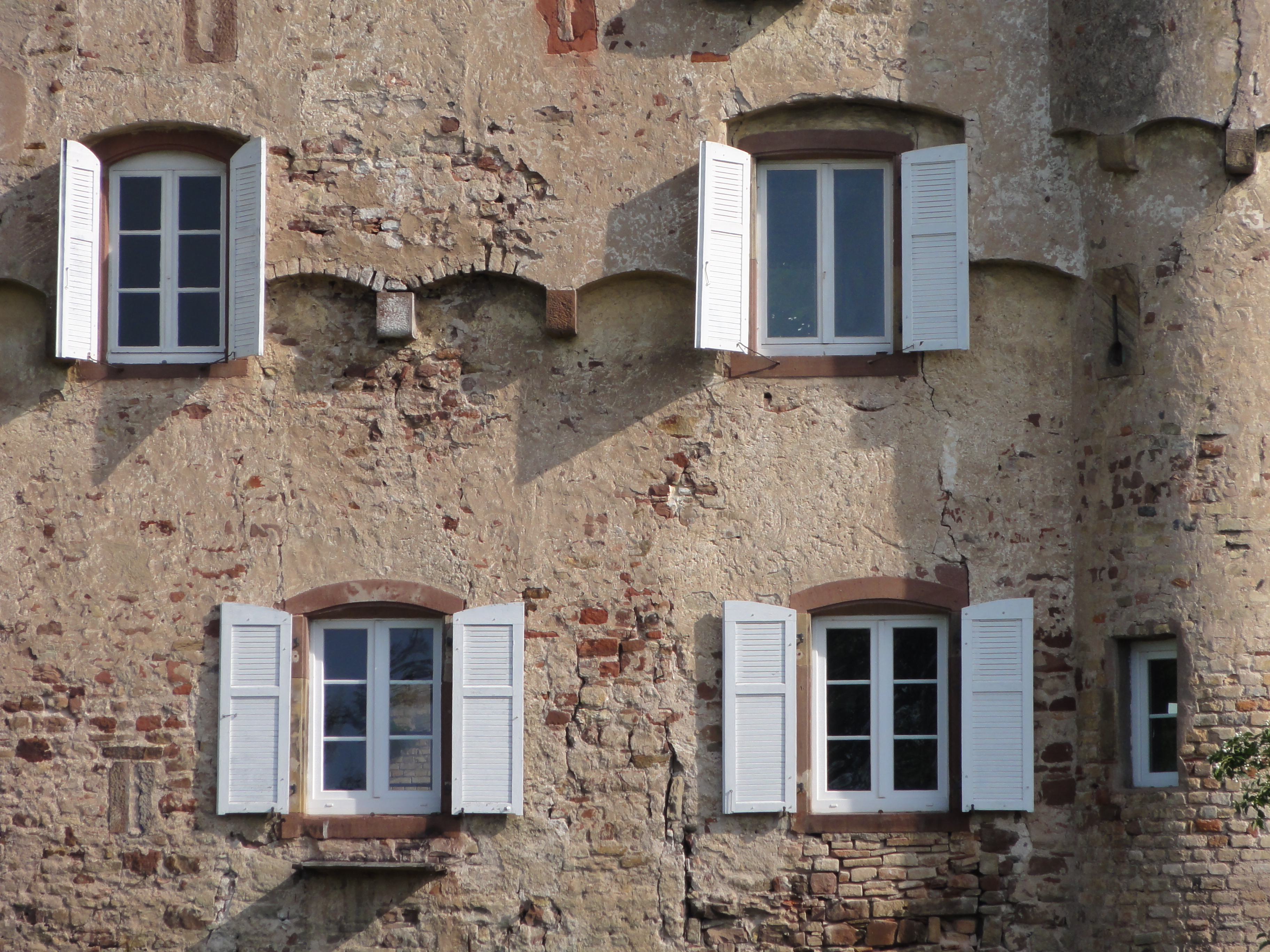

- Château de Breuschwickersheim

### Les bâtiments remarquables

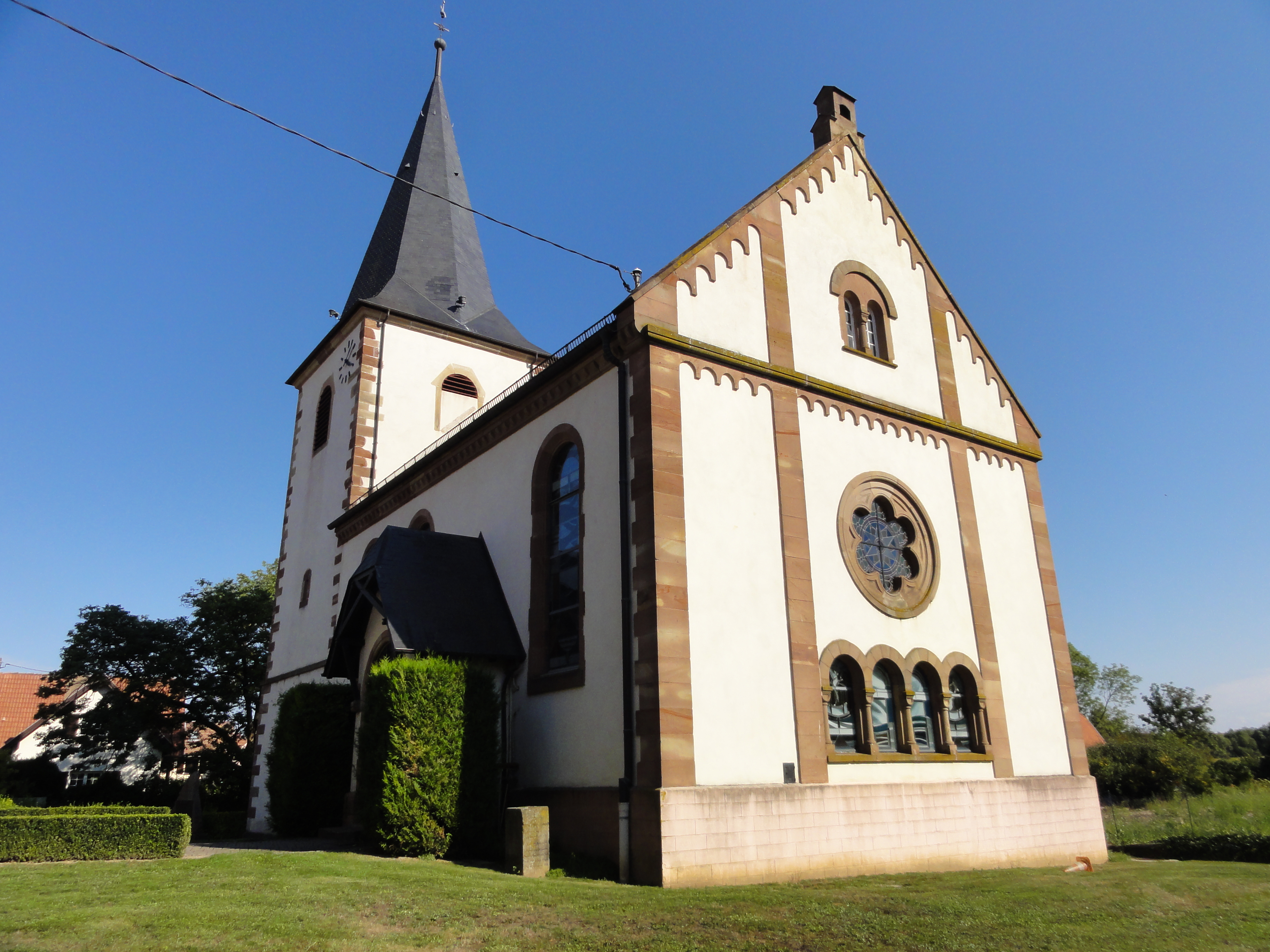
Église protestante.
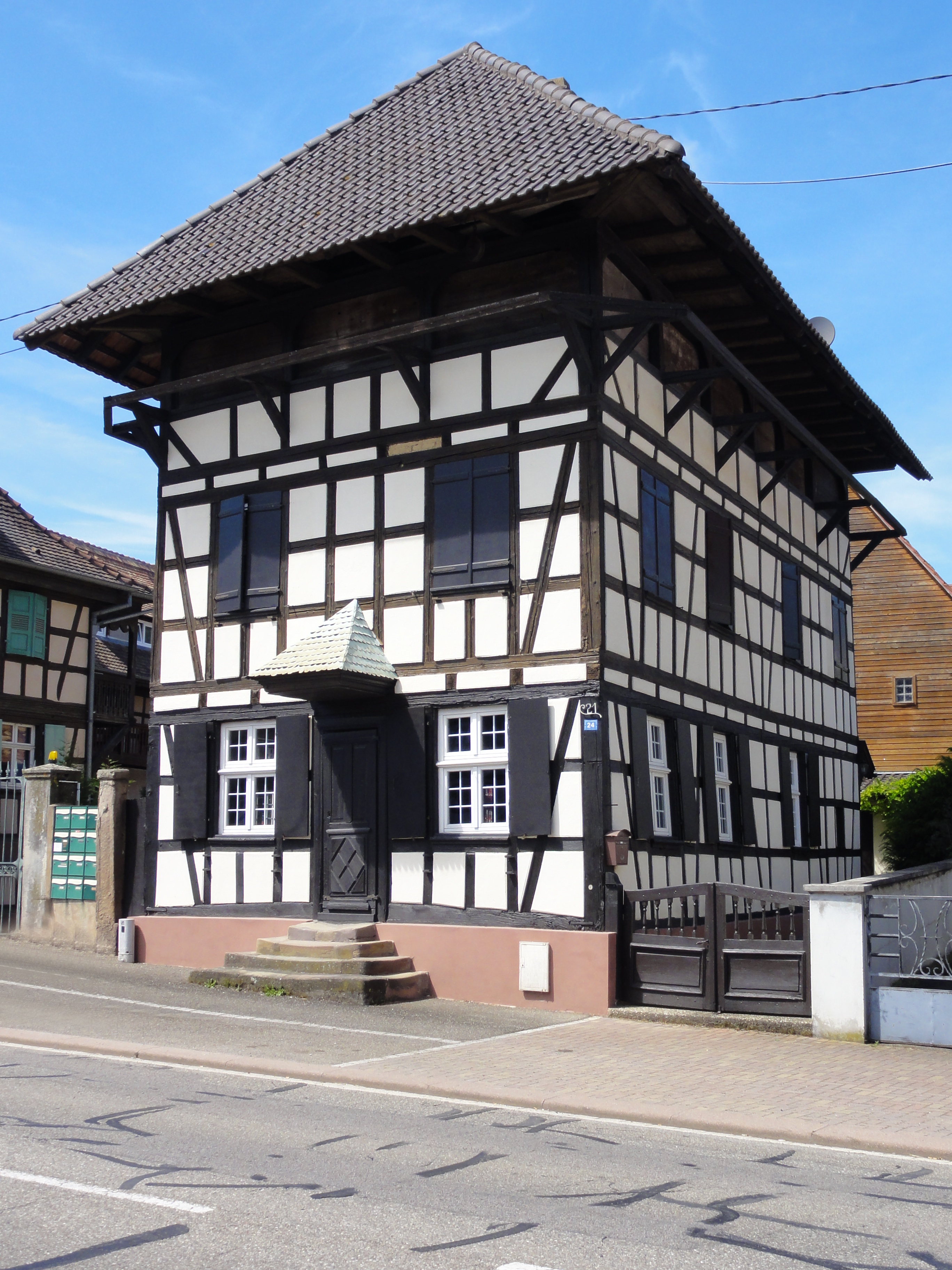
Maison (XIXe siècle), ancien séchoir à lin et à garance, 24 rue Principale.
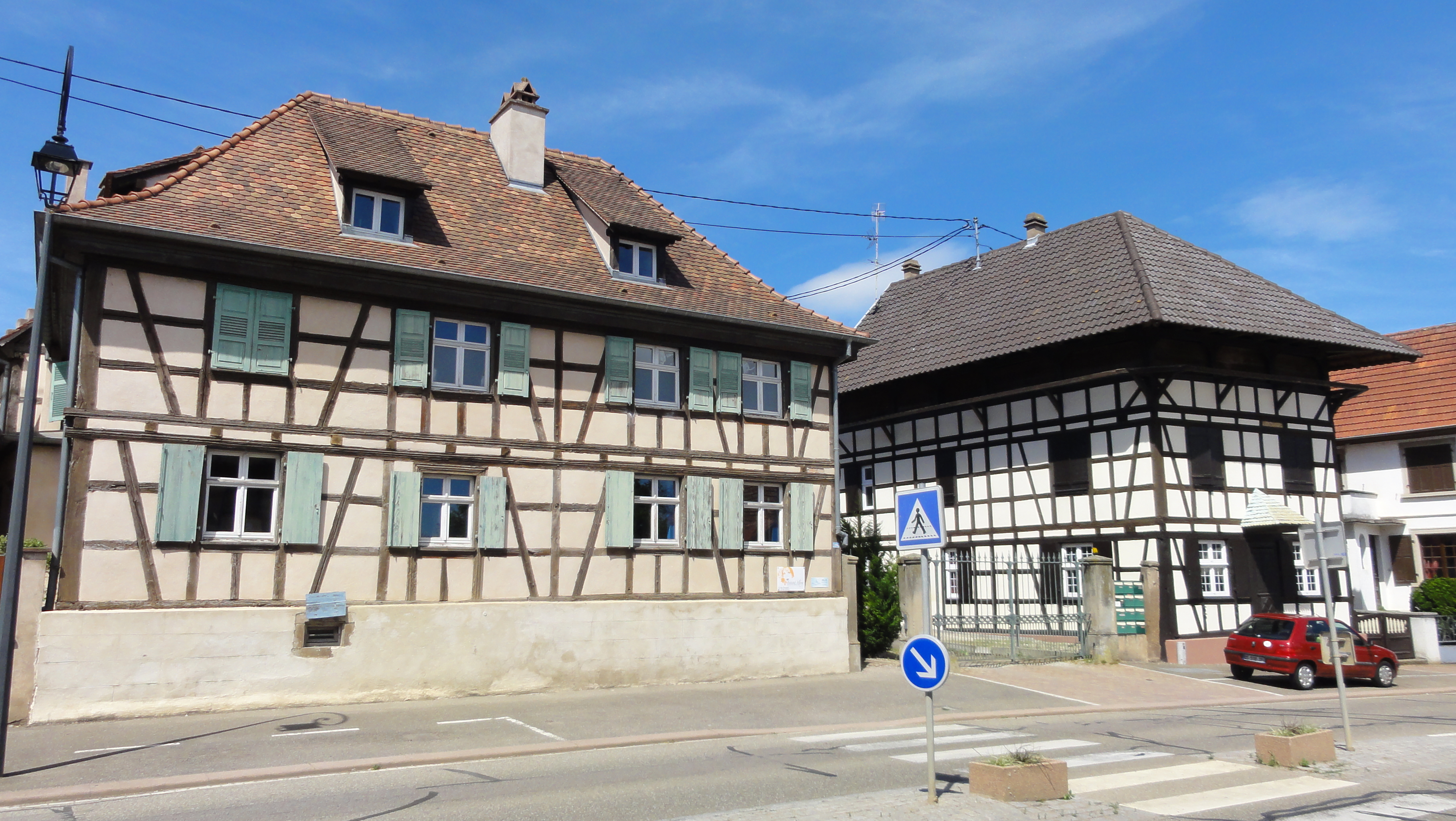
Ancien restaurant « Au Lion d'Or » puis maison (XVIIIe – XIXe siècle), 26 rue Principale.
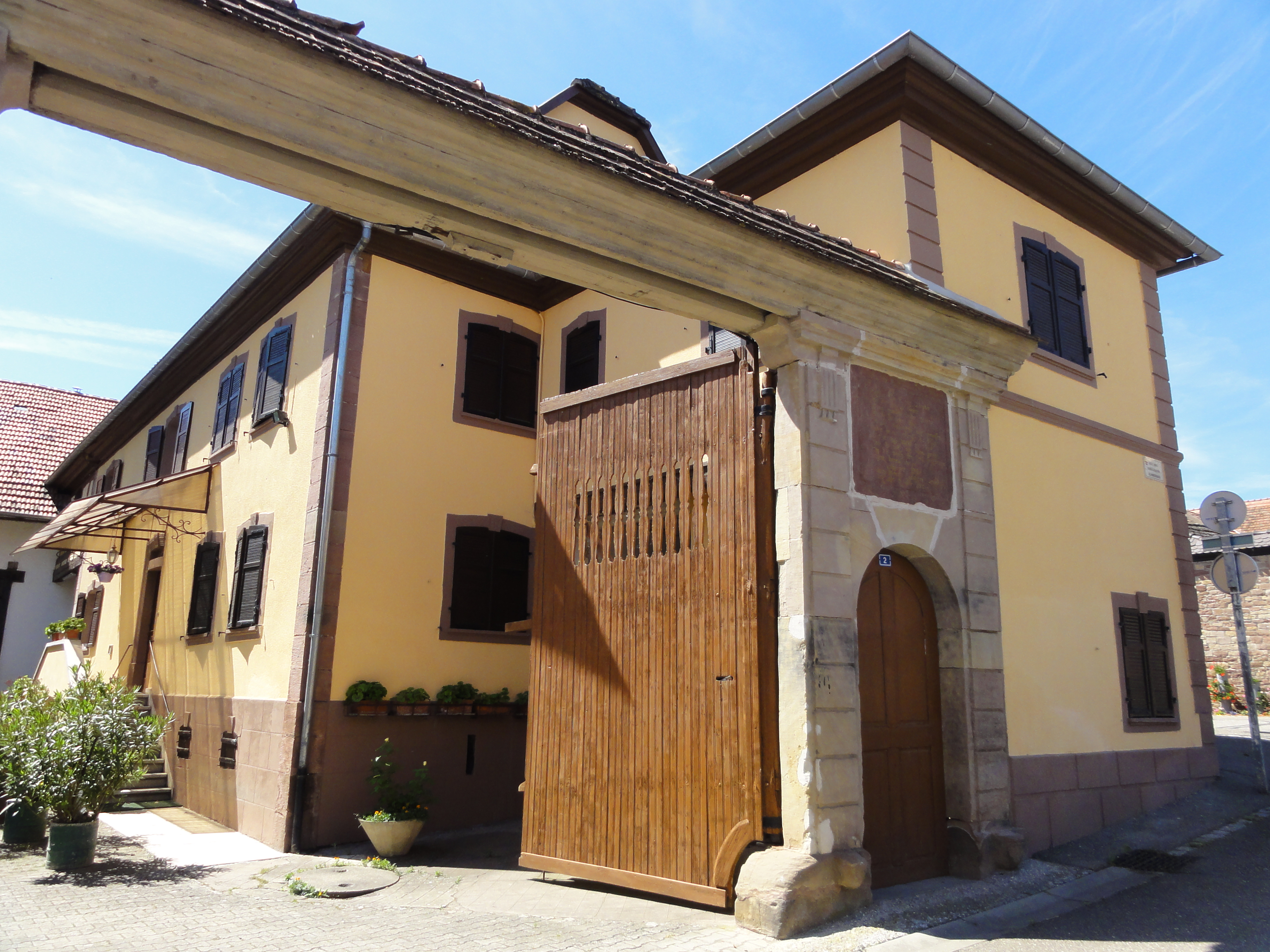
Ferme (XVIIIe – XIXe siècle), 2 rue des Forgerons.
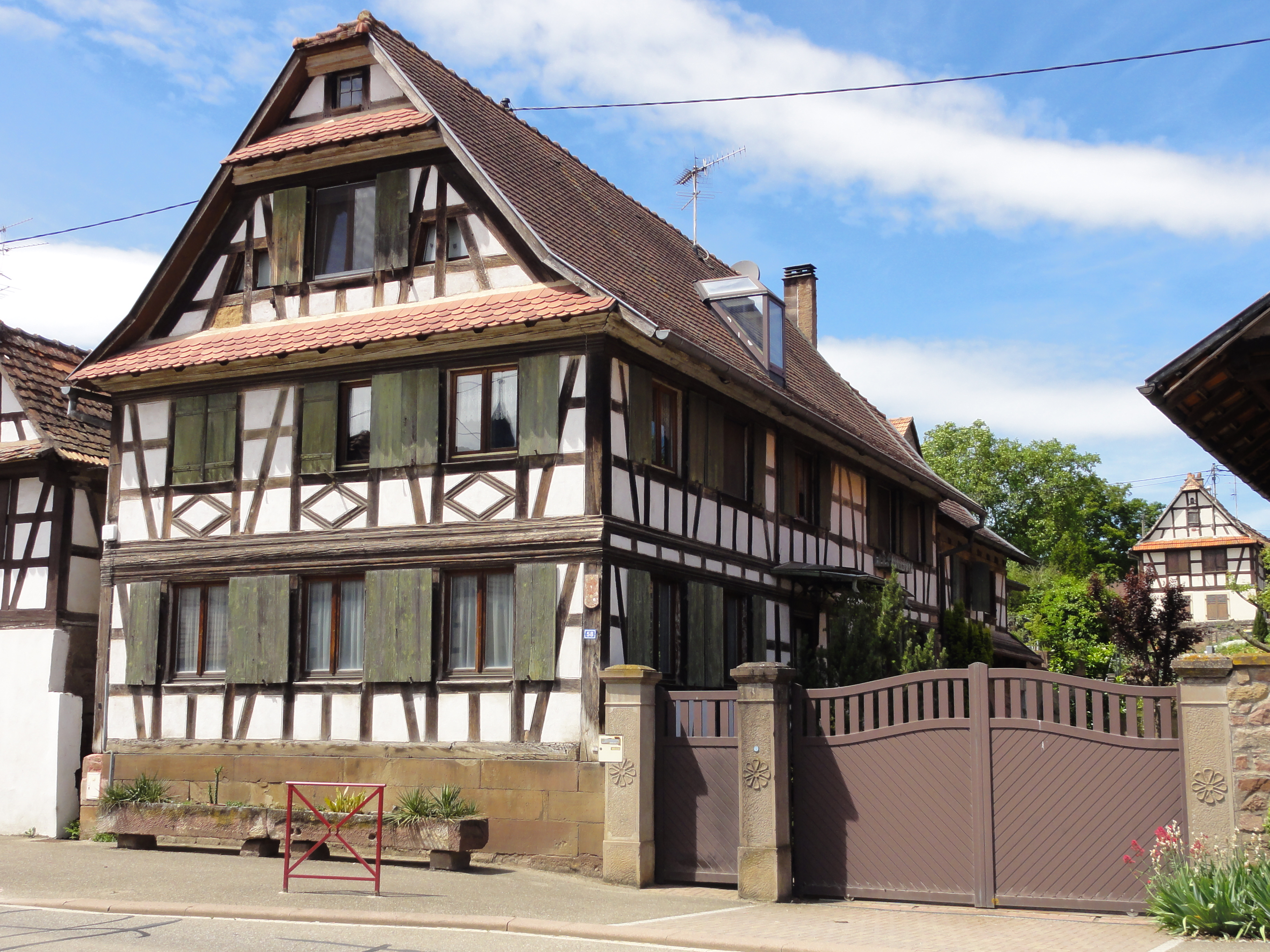
Ferme (1839), 58 rue Principale.
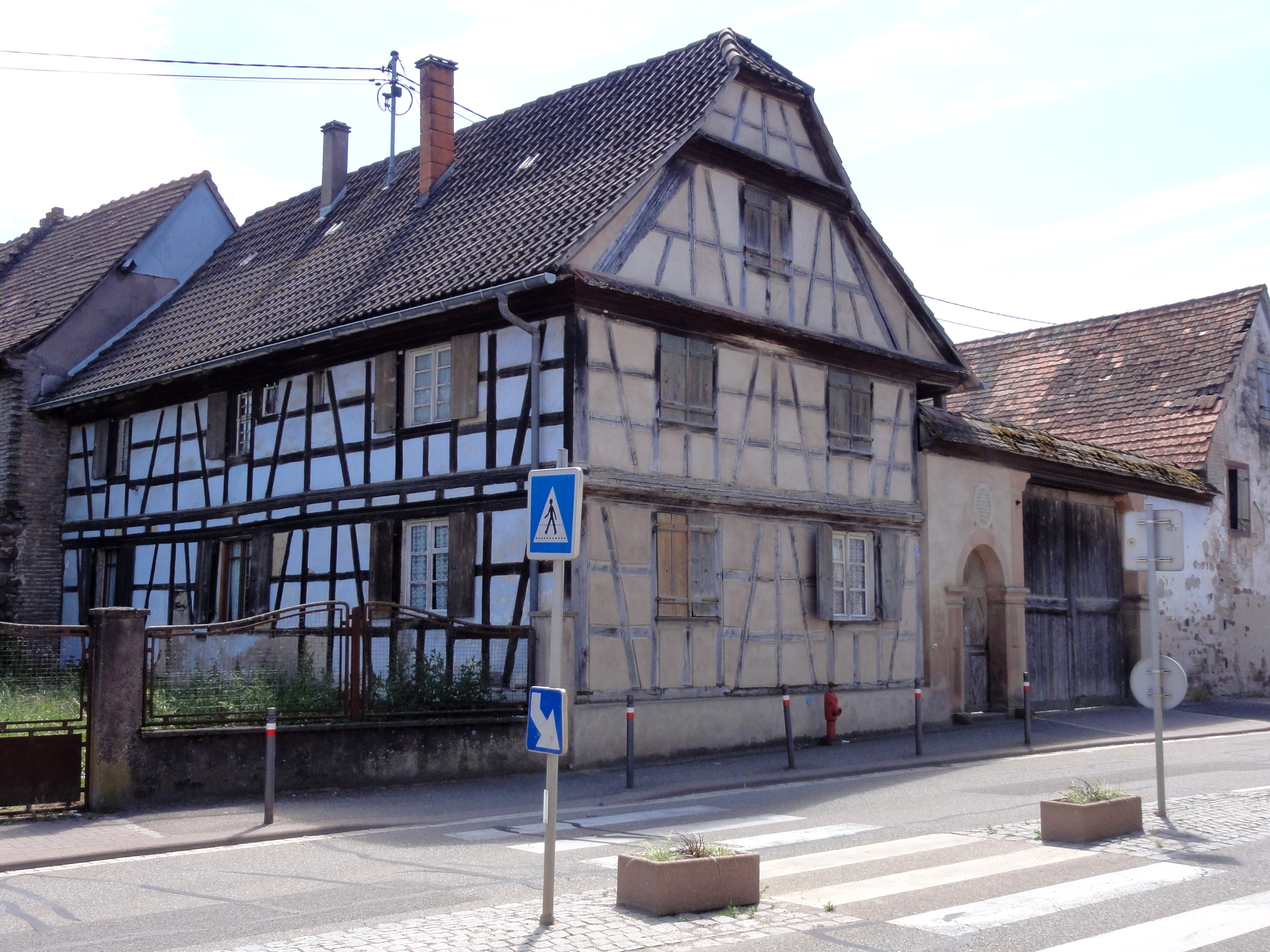
Ferme (1844), 35 rue Principale.
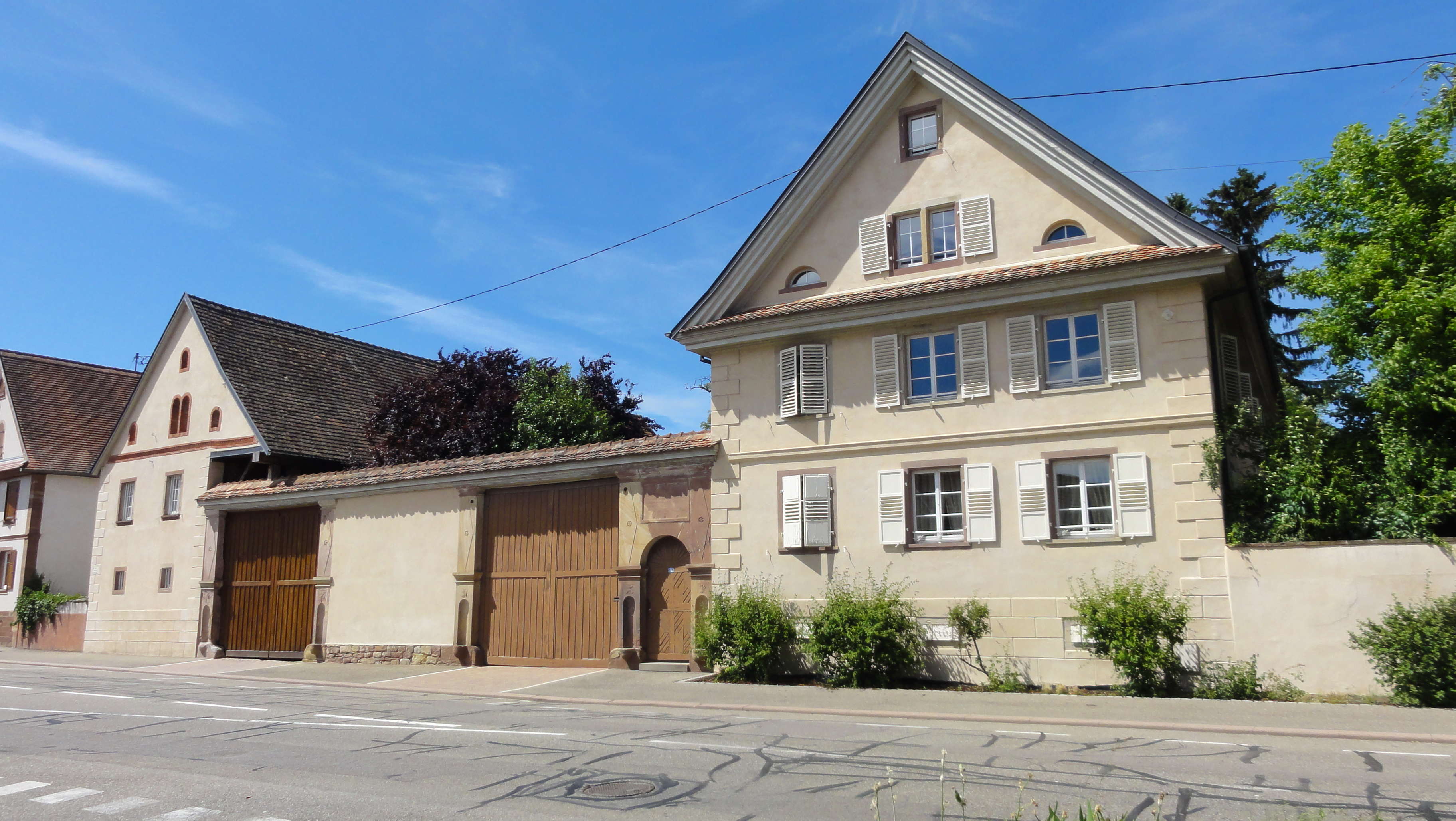
Ferme (1845), 32 rue Principale.
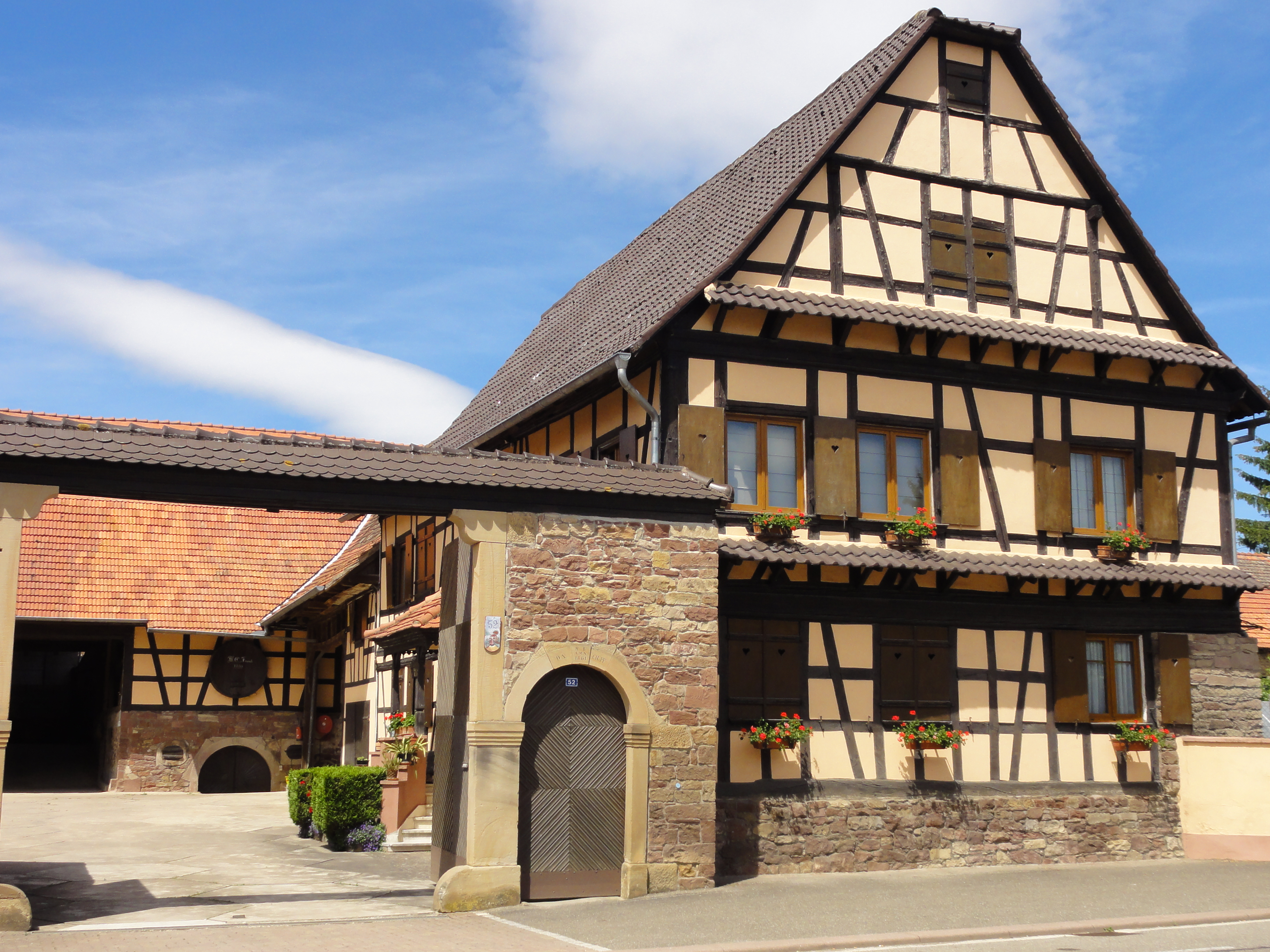
Ferme (XIXe siècle), 52 rue Principale.

## Personnalités
- Jean Léonard III Froereisen, théologien protestant né à Breuschwickersheim en 1694.